# Carvalhal do Sapo
Carvalhal do Sapo (oft auch nur Carvalhal) ist ein mittelportugiesisches Dorf in der Gemeinde (Freguesia) von Cadafaz e Colmeal, im Kreis (Concelho) von Góis.

## Geographie
Das Dorf liegt oberhalb des Hauptortes der bis 2013 eigenständigen Gemeinde Colmeal, auf einer hinter dem Dorf weiter bis auf 1029 Metern ansteigenden Anhöhe. Das Dorf liegt 30 km östlich der Kreisstadt Góis.

## Geschichte
Im Zensus von 1527 wurde der Ort erstmals offiziell erwähnt, zusammen mit einem weiteren gleichnamigen Ort der Gemeinde. Das meist nur mit Carvalhal bezeichnete Dorf heißt offiziell seit Mitte des 20. Jahrhunderts Carvalhal do Sapo (dt.: Eichenhain des Frosches), um es von jenem anderen Carvalhal zu unterscheiden. Die zuständige Stadtverwaltung (Câmara Municipal) von Góis wählte den Zusatz mit Bezug auf den froschreichen Fluss Rio Ceira unterhalb des Dorfes aus.

## Wirtschaft
Auf den umgebenden Hügeln wird teilweise Strom in Windparks erzeugt. Weitere wirtschaftliche Tätigkeiten sind lediglich eine Snack-Bar mit Café am Ort, und ein Bäcker, der täglich mit einem Verkaufswagen den Ort besucht. Landwirtschaft (Gemüse, Obst, Getreide, etwas Viehwirtschaft) wird überwiegend nur noch im Nebenerwerb betrieben. Eine Grundschule befindet sich im Ort, als einziges öffentliches Gebäude.

## Kultur und Sehenswürdigkeiten
Das Dorf, in dem einige Häuser der traditionellen Schiefer-Bauweise der Region stehen, ist umgeben von grünbewachsenen Hügeln, verschiedene Quellen spenden dort Wasser. Abseits von Durchgangsstraßen oder Wirtschaftsbetrieben aller Art liegend, ist der Ort im Allgemeinen von Ruhe und klarer Luft gekennzeichnet. Zudem genießt der Ort, als höchstgelegener der Gemeinde, weite Ausblicke.
Alljährlich an dem Wochenende, das dem 24. Juli am nächsten liegt, findet hier das Dorffest São João (dt.: hl. Johannes der Täufer) statt.